# پی‌پی جوراب‌بلند

جلد کتاب پی پی جوراب‌بلند

پی‌پی جوراب‌بلند (سوئدی: Pippi Långstrump) نام یک شخصیت تخیلی  داستانی در یک‌رشته از داستان‌ها در کتاب‌هایی با همین نام و به نویسندگی آسترید لیندگرن است.
پی‌پی در این داستان‌ها دختربچه‌ای است نه ساله که کاملاً مستقل و دور از والدین به‌سر می‌برد. او دخترکی است شاد و مهربان که موهای سرخی دارد، پدرش سلطان جزیره آدم‌خوارهاست و زورش به هر آدمی می‌رسد. پی‌پی با میمون کوچولویی به نام آقای «نیلسون» و یک اسب زندگی می‌کند. رفتار او کاملاً متفاوت با هم‌سن‌هایش است و شخصیتی جسور و نیرویی فوق‌العاده دارد به‌طوری‌که اسب خود را یک‌دستی بلند می‌کند. همه کسانی که او را می‌شناسند او را عجیب و غریب می‌دانند. او روش ویژه‌ای برای انجام کارهایش دارد که همه را به شگفتی وامی‌دارد. بچه‌ها او را دوست دارند و با او به آن‌ها خیلی خوش می‌گذرد و اما «آدم بزرگ‌ها» گاهی از دست او خشمگین می‌شوند اما پی‌پی می‌گوید: «شما از بچه‌ای که مادرش تو آسمان‌هاست و پدرش پادشاه آدم‌خورهاست چه انتظاری دارید». زندگی او پر از ماجرا است و بهترین دوستانش، «تومی» و «آنیکا»، در همه این ماجراها حضور دارند. آن‌ها برای خودشان جشن می‌گیرند، برای همه بچه‌های شهر، هدیه و شکلات می‌خرند؛ به جزیره آدم‌خوارها می‌روند؛ با بچه‌های بومی جزیره، غارهای زیبایی را کشف می‌کنند و سعی می‌کنند که هیچ وقت بزرگ نشوند. او مرتباً بزرگسالان خودخواه را استهزاء یا «خیط» می‌کند و این رفتارش معمولاً برای کودکان خواننده سرگرم‌کننده است.
چهار کتاب اول پی‌پی در سال‌های ۱۹۴۵ تا ۱۹۴۸ منتشر شدند و پنج کتاب دیگر هم از ۱۹۶۹ تا ۱۹۷۱ به این سری افزوده‌شد. دو داستان نهایی در سال‌های ۱۹۷۹ و ۲۰۰۰ به چاپ رسیدند. این مجموعه که گاه با طرح‌های سیاه و سپید همراه است به‌شمار زیادی از زبان‌ها ترجمه شده و برای نوجوانان به فارسی نیز برگردانده شده‌است.

## شخصیت‌های داستان‌های پی‌پی جوراب بلند
- پی‌پی جوراب بلند، شخصیت اصلی کتاب، قوی‌ترین دختر جهان. حتی قادر است اسب خود، آقا کوچولو، را از جا بلند کند.
- تومی و آنیکا سترگرن، خواهر و برادر، همسایه‌ها و نزدیک‌ترین دوستان پی‌پی. خلاف پی‌پی این خواهر و برادر بچه‌های مرتب و منظمی هستند. هر دو می‌کوشند تا توازنی پیدا کنند بین رضایت پدر و مادر و خواسته‌های خود و پی‌پی.
- آقا نیلسن، میمون پی‌پی. میمونی کوچولو و بامزه که گاه مقلد پی‌پی است و گاه آموزگارش.
- آقا کوچولو، اسب پی‌پی. در آشپزخانه زندگی می‌کند و عاشق قند است. اسبی سفید با خال‌های درشت سیاه که مثل خود پی‌پی کک و مکی به نظر می‌رسد. نام آقا کوچولو را آسترید لیندگرن در نوشته‌ها به کار نبرده بلکه اولین بار این نام در سری تلویزیونی که در سال ۱۳۶۹ به کار گرفته شد. اینگر نیلسن بازیگر نقش پی‌پی، به هنگام ضبط فیلم در استودیو اسب را نوازش می‌کند و او را «آقا کوچولو» صدا می‌زند، نامی که در زبان سوئدی طنینی کودکانه دارد. کارگردان فیلم، «اوله هلبوم» Olle Hellbomاز این نام خوشش می‌آید و به این ترتیب شناسنامهٔ اسبی که در کتاب فقط به نام «اسب» خوانده می‌شود، صادر می‌گردد.
- خانم پرسلیوس، نگهبان سرسخت اخلاقیات که دائماً با پی‌پی شاد و شنگول در کشاکش است. یک شهروند «همه چیزدان» که رابطهٔ خوبی با دولت و مقامات دارد و دغدغه‌اش این است که بچه‌ها منظم و مرتب بار بیایند. غیر از این خانم پرسلیوس اهل معاشرت و محفل‌بازی و حرف زدن پشت سر دیگران است. این شخصیت فقط در فیلم‌های پی‌پی جوراب بلند حضور دارد.
- کلینگ و کلنگ، دو نفر پاسبان گیج و منگ که با همهٔ رشادت‌هایی که نشان می‌دهند، موفق به منتقل کردن پی‌پی به مهد کودک نمی‌شوند. این دو در کتاب نامی ندارند، فقط در فیلم‌ها کلینگ و کلنگ نامیده می‌شوند.
- کارلسن ترقه و بلوم، دو نفر دزد ولگرد که به چمدان پر از سکه‌های طلای پی‌پی طمع می‌ورزند. کارلسن ترقه ریزتر و تر و فرزتر از بلوم است. بلوم نرم و نمورتر است و دست و پا چلفتی.
- ناخدا آبراهام‌ جوراب بلند، پدر پی‌پی، ناخدای کشتی هوپه‌توسا و پادشاه سیاهان در جزیرهٔ خیالی کوره کوره دوت واقع در اقیانوس آرام. ناخدا آبراهام بزرگ‌ترین الگوی پی‌پی است. پی‌پی او را این گونه معرفی می‌کند: «پدرم، وحشت سابق دریاها، پادشاه فعلی سیاها، آبراهام جوراب بلند.» در چاپ‌های بعدی کتاب، آسترید لیندگرن، پادشاه سیاهان را تبدیل کرد به «سلطان کوره کوره دت». در آخرین چاپ کتاب در سال ۲۰۱۵، که بخشی از ویرایش‌های جدید را خود آسترید لیندگرن پیش از مرگ انجام داده‌است، این نام تبدیل شده‌است به «پادشاه اقیانوس آرام». ناخدا آبراهام جوراب بلند خیلی علاقه دارد که بتواند بیشتر به دخترش سر بزند، اما فرصت و امکانش را ندارد. او با پیدا کردن گنج روزگار می‌گذراند و تقریباً به نیرومندی دخترش است. تصور می‌شود که الگوی پدر پی‌پی از زندگی دریانورد سوئدی کارل امیل پترسن گرفته شده باشد که زمانی در مجمع الجزایر تابا در گینهٔ نو زندگی می‌کرده.
- آقا و خانم سترگرن، پدر و مادر تومی و آنیکا که برای تعلیم و تربیت فرزندان خود تلاش جدی می‌کنند و در عین حال کوشش می‌کنند تا دوست پرآب و رنگ بچه‌ها را دوست داشته باشند.

## انتشار در ایران
این کتاب در ایران با چندین ترجمه متفاوت بارها تجدید چاپ و منتشر شده‌است:
- ترجمه گلی امامی با شابک شابک ‎۹۶۴-۶۶۴۱-۷۸-۴ ترجمه کرده‌است.[۱]
- ترجمه فرزانه کریمی چاپ اول ۱۳۸۰، انتشارات قدیانی
- ترجمه افسانه صفوی، کتاب‌های کیمیا (وابسته به انتشارات هرمس)، چاپ اول ۱۳۸۲ تیراژ ۵۰۰۰ نسخه، ۱۴۶ص مصور، شابک شابک ‎۹۶۴-۳۶۳-۱۴۴-۳
- ترجمهٔ طاهر جام برسنگ، انتشارات پیدایش، تهران ۱۳۹۷، ۳۰۲ صفحه، قطع رقعی، شابک: 9786002965455 بایگانی‌شده  در ۹ مه ۲۰۱۸ توسط Wayback Machine ISBN

## دیگر
- آلیس در سرزمین عجایب
- ارباب حلقه‌ها
- بابا لنگ‌دراز
- بزبز قندی
- پری دریایی
- پیر گینت
- پی‌پی جوراب‌بلنده
- تام انگشتی
- جادوگر شهر اُز
- جک و لوبیای سحرآمیز
- جوجه‌اردک زشت
- چوپان دروغگو
- خانهٔ شکلاتی
- دختر خورشید و پسر ماه
- دخترک کبریت‌فروش
- راپانزل
- زیبای خفته
- سفیدبرفی (سفیدبرفی و هفت کوتوله)
- شنل‌قرمزی
- شهره و شادمان
- کفش‌قرمزی
- کلیله و دمنه
- کوراوغلی
- ماجراهای پینوکیو
- ماجراهای تن‌تن و میلو
- نی‌نواز هاملین
- هانسل و گرتل
- هزار و یک روز
- ابومسلم‌نامه
- اسکندرنامه نقالی
- احسن القصص
- رستم نامه
- بوستان خیال
- بهار دانش
- جامع الحکایات
- افسانه شیر سپیدیال
- امیر ارسلان نامدار
- طوطی نامه
- خاله سوسکه
- خاورنامه
- خروسک پریشان
- داراب‌نامه (طرسوسی)
- داستان فلک‌ناز
- داستان‌های امیرحمزه
- داستان‌های حسنک
- دختر شاه پریان
- سلیم جواهری
- سمک عیار
- سندباد نامه
- شهر موش‌ها
- مشدی گلین خانم
- شیرزاد یا ببر و پیرزن
- عروسک سنگ صبور
- علاءالدین
- علی‌بابا و چهل دزد بغداد
- علی مردان خان
- عمو زنجیرباف
- قصه حسین کرد شبستری
- قصه‌های شاهنامه
- کدوی قلقله‌زن
- گرگ بد گنده
- گنجشکک اشی‌مشی
- ماه‌پیشانی
- ماهی سیاه کوچولو
- نارنج و ترنج
- نجمان خاکی
- هفت‌لشکر